# Thug Life
I Thug Life furono un gruppo hip hop statunitense attivo tra il 1992 e il 1994 composto da Tupac Shakur, Big Syke, Mopreme Shakur (fratello consanguineo di Tupac), The Rated R, Macadoshis e Kato.
Il gruppo pubblicò un solo album intitolato, Thug Life: Volume 1.
Il gruppo nacque con una traccia inedita registrata da 2Pac e Big Syke chiamata Thug Life.

## Membri secondari
- Notorious B.I.G.
- Natasha Walker
- Stretch
- Lil Cease
- Lil'Kim

## Discografia
- 1994 – Thug Life: Volume 1